# ایپ من (مجموعه تلویزیونی)
ایپ من (انگلیسی: Ip Man) یک مجموعهٔ تلویزیونی چینی است که دربارهٔ زندگی ییپ من استاد هنرهای رزمی سبک وینگ‌چون است. and finalized in around November.

## بازیگران
- کوین چنگ در نقش «ییپ من»
- هان شوئه در نقش «چیانگ وینگ-سینگ»
- کریسی چائو در نقش «جنی»
- چن هونگجین در نقش «ییپ چون»
- یو رونگ‌گوانگ در نقش «یو فنگ‌جیو»
- یوئن وا در نقش «چان وا-شون»
- بروس لیانگ در نقش «لیانگ بیک»
- برایان لیانگ در نقش «استاد هانگ»